# Výměnná nástavba

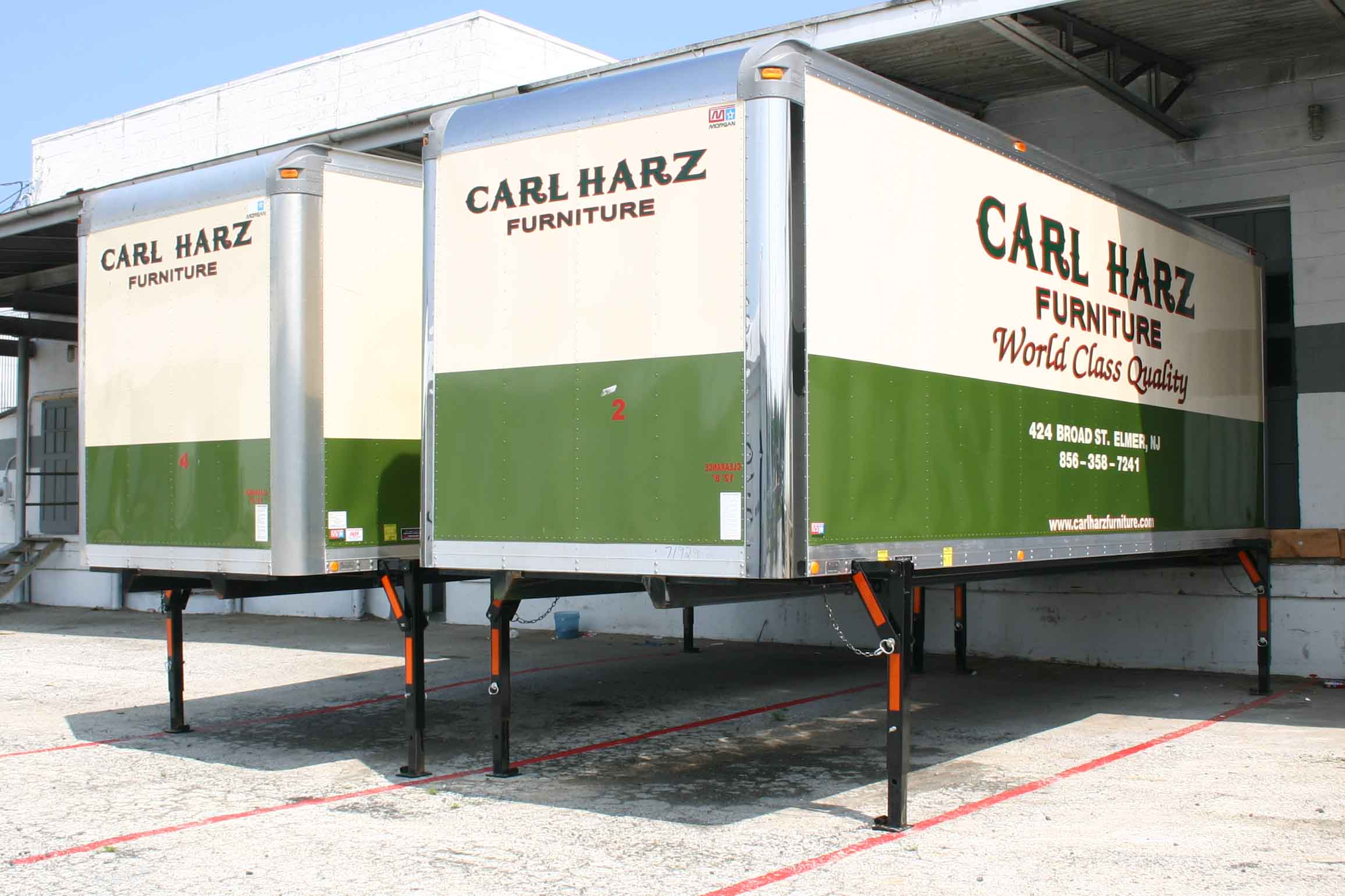
Výměnná nástavba

Výměnná nástavba (anglicky swapbody) je přepravní skříň vybavená čtyřmi sklopnými nohami oddělitelná od dopravního prostředku. Manipulace se vykonává prostřednictvím klešťového závěsu (piggy-back hanger), který uchopuje nástavbu za zpevněné otvory, které se nacházejí v spodní části nástavby. Spolu s kontejnerem a návěsem patří do skupiny intermodálních přepravních jednotek (UTI). Nejpoužívanější typ výměnné nástavby má označení C 715 s rozměry 7,15 × 2,5 × 2,7 m. Její nevýhodou oproti kontejneru je, že se zásadně nedá stohovat.[zdroj?]